# В начале было Слово

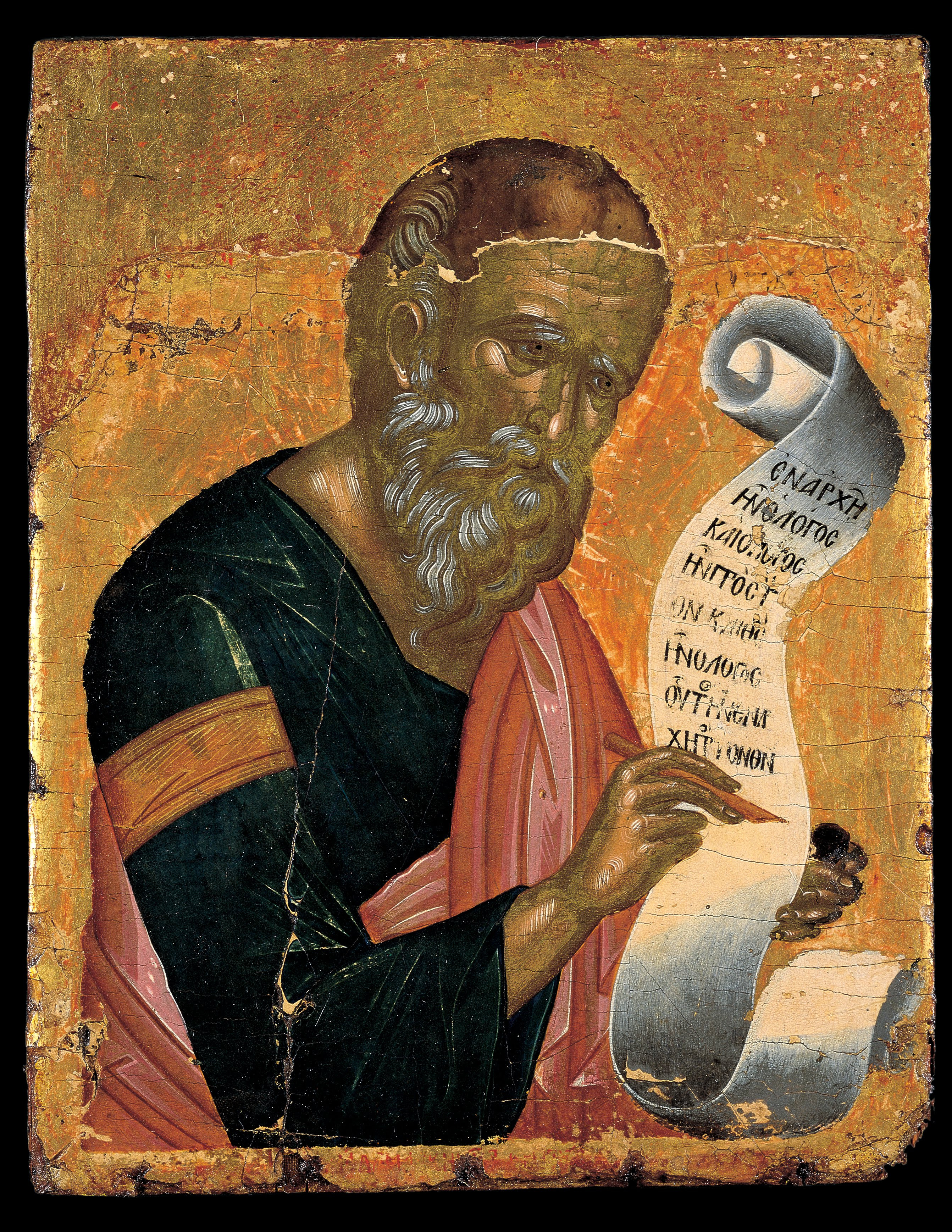
Фраза начертана по-гречески на свитке Св. Евангелиста Иоанна Богослова

В нача́ле бы́ло Сло́во — первая строка Евангелия от Иоанна (Новый Завет), множество вариантов перевода и толкования которой дают разные уровни понимания смысла.

## Значения
Термин «Логос» в словаре древнегреческого языка Иосифа Дворецкого имеет 34 гнезда значений.
Первый перевод этой строки на славянский язык осуществили Кирилл и Мефодий, именно они понятием Слово переводили греческое понятие Логос. Далее под Логосом подразумевали и закон всемирного развития, и некую Высшую Силу, управляющую миром. Позднее в трудах ранних христианских мыслителей сам Логос отождествлялся с Сыном Божиим, Иисусом Христом, «ибо Логосом-Словом спасал Господь грешный мир».
Понятие о Божественном Логосе восходят к древнегреческим философам школы Платона.
В большинстве китайских переводов Библии для «Логос» используется понятие Дао.
Лев Толстой в книге «Перевод и соединение четырёх Евангелий» даёт следующее толкование текста: «Началом всего стало разумение жизни. И разумение жизни стало за Бога» (в значении «разумение выразило Бога»). Название книги писатель объяснял как «возвещение Иисуса Христа о благе»: «В начале всего или началом всего стало разумение жизни по возвещению Иисуса Христа». Толстой привёл одиннадцать главных значений «λόγος»: 1) слово; 2) речь; 3) беседа; 4) слух; 5) красноречие; 6) разум, как отличие человека от животного; 7) рассуждение, мнение, учение; 8) причина, основание думать; 9) счёт; 10) уважение и 11) отношение. Приводятся причины как пригодности, так и недостаточности этих значений. Перевод «разумение» приводится как сумма четырёх значений: разума, причины, рассуждения и соотношения. Вместе с тем, говоря о «разумении жизни», Толстой отмечал: «Я не отрицаю никакого другого перевода; можно поставить и слово „разум“ или „премудрость“ и даже оставить „слово“, приписав ему более широкое, не свойственное ему значение; можно даже оставить, не переводя, слово „логос“; смысл всего места будет тот же самый».

## Некоторые варианты перевода
| Вариант Библии                 | Ин. 1:1                                                                         |
| ------------------------------ | ------------------------------------------------------------------------------- |
| Оригинал                       | Ἐν ἀρχῇ ἦν ὁ λόγος, καὶ ὁ λόγος ἦν πρὸς τὸν θεόν, καὶ θεὸς ἦν ὁ λόγος.          |
| Вульгата                       | In principio erat Verbum et Verbum erat apud Deum et Deus erat Verbum.          |
| Церковнославянский             | Въ нача́лѣ бѣ̀ сло́во, и҆ сло́во бѣ̀ къ бг҃ꙋ [ᲂу҆ бг҃а], и҆ бг҃ъ бѣ̀ сло́во.                 |
| Синодальный перевод            | В начале было Слово, и Слово было у Бога, и Слово было Бог.                     |
| Радостная Весть                | Изначально был Тот, кто называется Словом. Он был с Богом, и Он был Бог.        |
| Еп. Кассиана                   | В начале было Слово, и Слово было с Богом, и Слово было Бог.                    |
| Перевод о. Леонида Лутковского | В начале было Слово, и Слово было с Богом, и Слово было Бог.                    |
| Библия короля Якова            | In the beginning was the Word, and the Word was with God, and the Word was God. |
| Армянская Библия               | Սկզբում էր Բանը. և Բանն Աստծո մոտ էր և Բանն աստված էր:                          |
| Перевод о. Иннокентия Павлова  | В начале был Логос, и Логос был с Богом, и Богом был Логос.                     |